# Шаховська Наталія Миколаївна
Наталія Миколаївна Шаховська (27 вересня 1935, Москва — 20 травня 2017, Москва) — російська віолончелістка. Народна артистка СРСР з 1991 року.